# Victoria (Seszele)
Victoria – stolica Seszeli i największe miasto tego kraju. Liczba ludności wynosiła w 2018 roku 28 000 osób.
Jest usytuowana na północnym wschodzie wyspy Mahé. Była to pierwsza siedziba brytyjskiego rządu kolonialnego. Od 1912 roku gubernatorzy Seszeli rezydowali w State House, obecnie należącego do prezydenta Seszeli. Głównymi towarami eksportowanymi są wanilia, ryby, cynamon, kopra, orzechy kokosowe, olej palmowy, skorupy żółwi, mydło i guano. 
Znajduje się tu m.in. założony w 1901 roku ogród botaniczny z takimi okazami jak lodoicja seszelska (dziko rosnąca tylko na wyspach Praslin i Curieuse), a także Muzeum Narodowe, Muzeum Historyczne, Biblioteka Narodowa oraz Instytut Politechniczny. Na głównym skrzyżowaniu w centrum miasta stoi miniatura londyńskiego zegara znajdującego się na Victoria Station. Mieszkańcy zajmują się głównie rybołówstwem i turystyką, bądź pracują przy obsłudze portu lub położonego za miastem międzynarodowego portu lotniczego Mahé.
W czasie tsunami w 2004 roku zniszczeniu uległ ważny most w mieście.

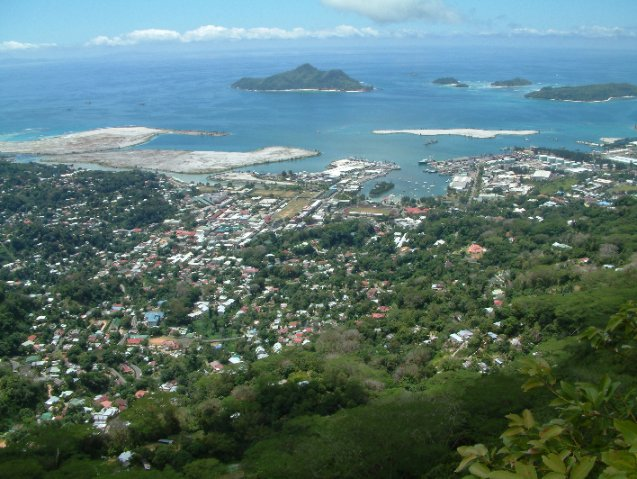
Victoria – stolica Seszeli
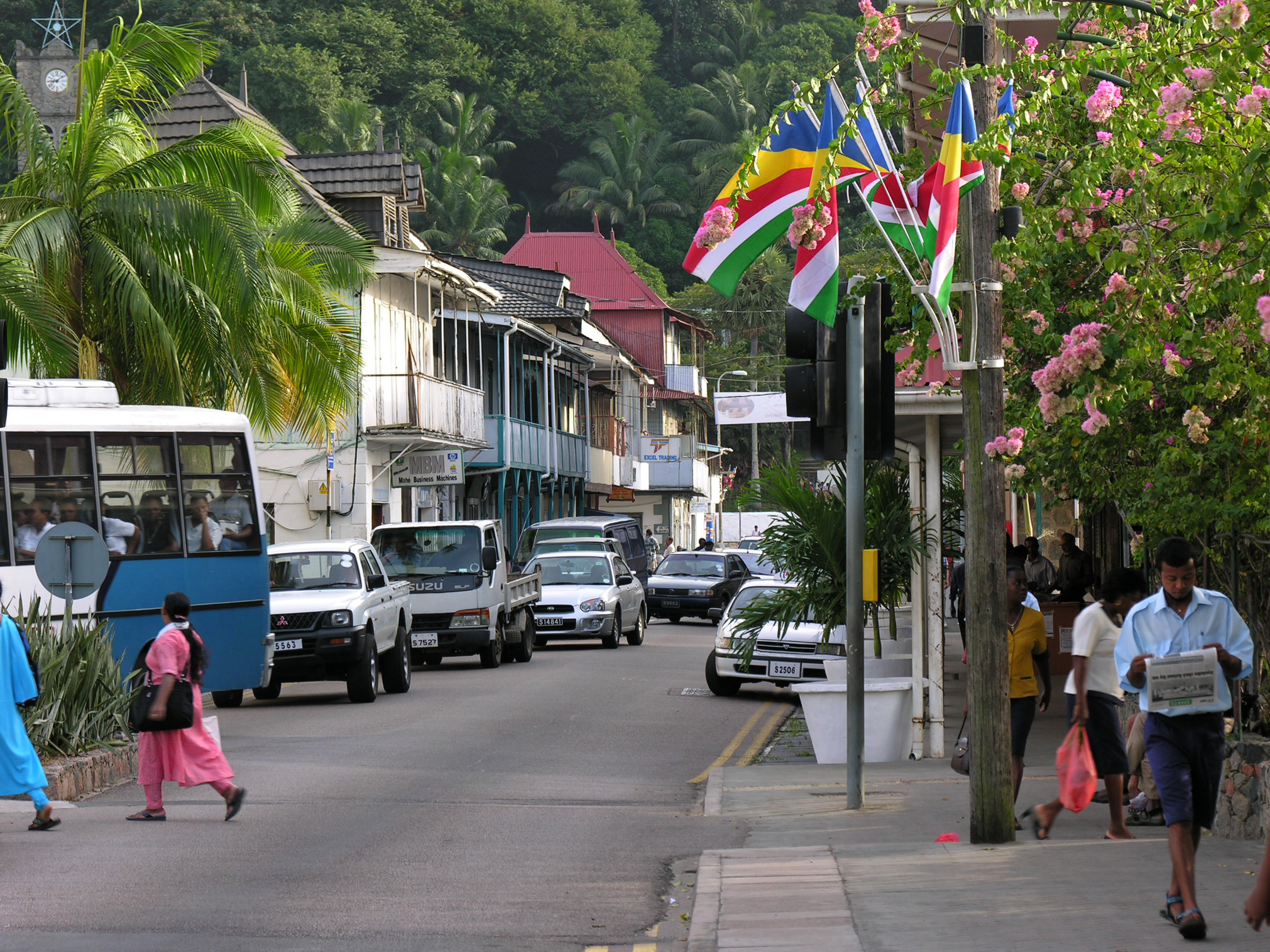
Albert Street w Victorii
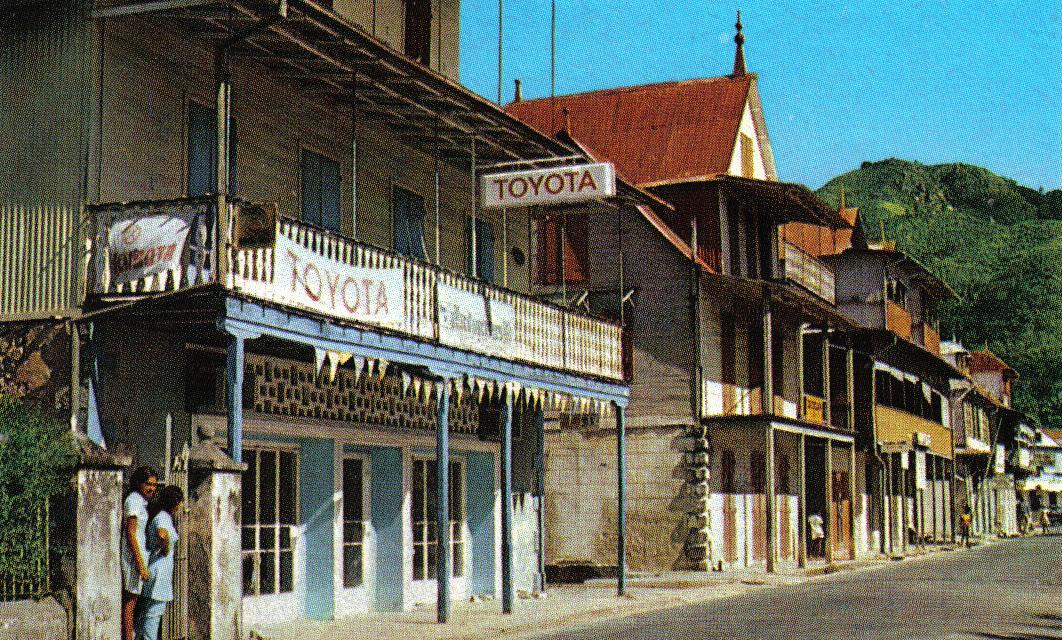
Stare sklepy w latach 70. XX wieku